# Mitar Vujović
Mitar Vujović, črnogorski general, * 26. oktober 1911, † ?.

## Življenjepis
Vujović, častnik VKJ, se je leta 1941 pridružil NOVJ in naslednje leto še KPJ. Med vojno je bil nazadnje načelnik Ekonomskega oddelka Vrhovnega štaba NOV in POJ.
Po vojni je bil načelnik Intendantske uprave JLA, poveljnik zaledja armade,...